# Mana Abdulla Sulaiman
Mana Abdulla Sulaiman (ur. ok. 1978 w Dubaju) – emiracki niepełnosprawny lekkoatleta, medalista paraolimpijski. 
Startował w kategoriach przeznaczonych dla zawodników poruszających się na wózkach. Na paraolimpiadzie debiutował na igrzyskach w Sydney (2000), gdzie zajął ostatnie 12. miejsce w rzucie maczugą F51 i 8. miejsce w rzucie dyskiem F51. Na kolejnej paraolimpiadzie wystąpił jedynie w pchnięciu kulą F32. Zdobył w tych zawodach srebrny medal (z wynikiem 7,18 m), przegrywając jedynie z Algierczykiem Karimem Betiną.
Sulaiman jest także medalistą mistrzostw świata z 2006 roku, wywalczył wtedy brąz w pchnięciu kulą F32.